# Stema Albaniei
Stema Albaniei este o adaptare a steagului acestei țări. Constă dintr-un vultur bicefal negru, pe fond roșu, având deasupra coiful lui Skanderbeg.

## Semnificația coifului

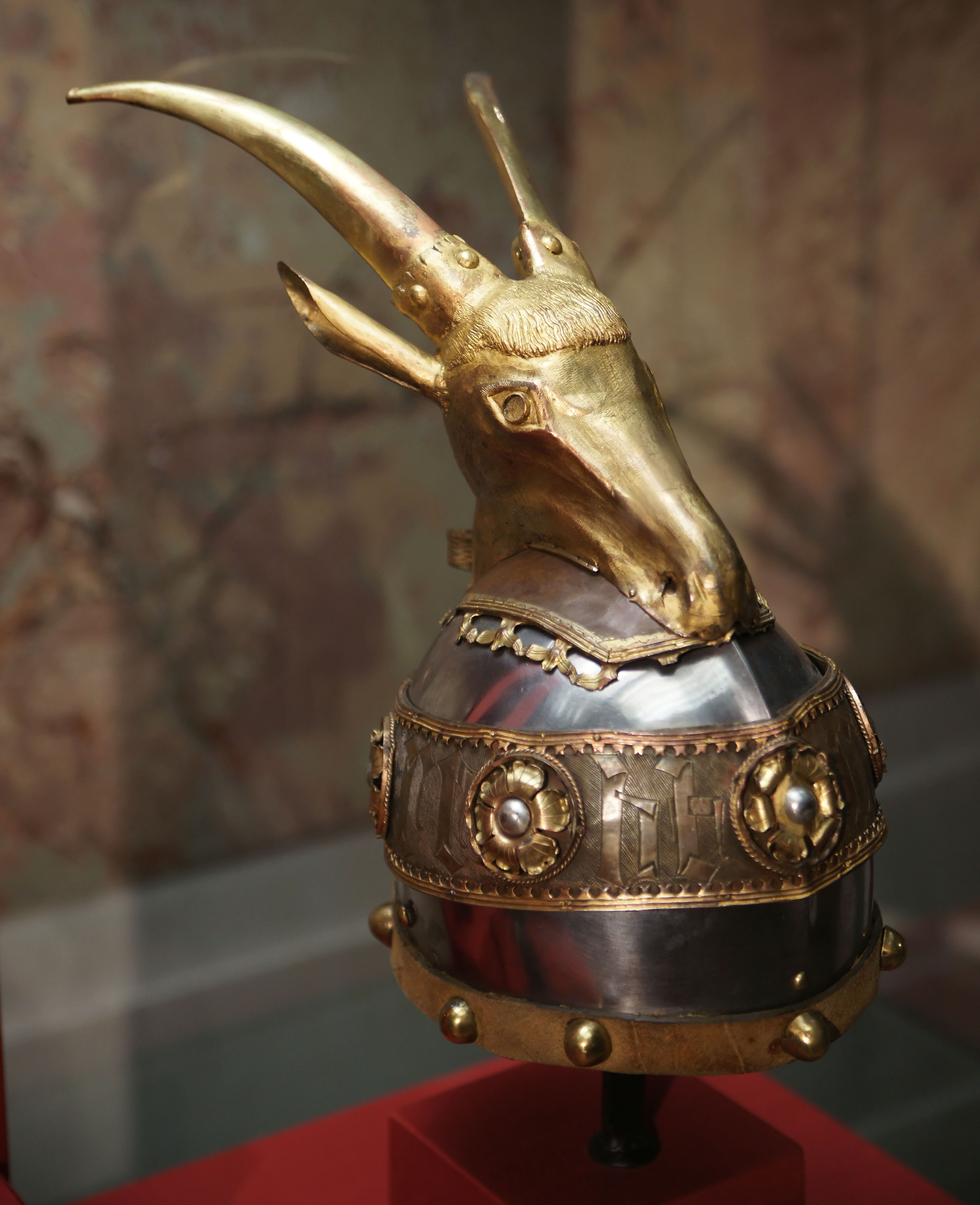
Coiful lui Skanderbeg.

Coiful lui Skanderbeg este confecționat din metal alb, împodobit cu o bandă îmbrăcată în aur. Pe partea de sus se află capul unui țap cu coarne din bronz, de asemenea, placat cu aur. Partea de jos poartă o fâșie de cupru împodobită cu o monogramă separată de rozete: * IN * PE * RA * TO * RE * BT *, ceea ce înseamnă Jhezus Nazarenus *  Principi Emathie * Regi Albaniae * Terrori Osmanorum * Regi Epirotarum * Benedictat Te (Isus Nazarineanul⁠(<span title="Nazarinean (titlu)|Nazarineanul la Wikidata">d) Binecuvântează pe Tine [Skanderbeg], Prințul Ematului, Regele Albaniei, Teroarea Otomanilor, Regele Epirului).
Se crede că banda de cupru cu monogramă este lucrarea descendenților lui Skanderbeg și a fost plasată acolo de ei, că Skanderbeg nu a avut niciodată un alt titlu, decât „Domnul Albaniei” („Dominus⁠(d) Albania”). Astfel, inscripțiile de pe coif se pot referi la numele nerezolvat prin care Albania a fost cunoscută în acele timpuri și ca mijloc de a-l identifica pe Skanderbeg ca lider al tuturor albanezilor prin identificarea regională a denumirilor.
Sursele contemporane arată că albanezii din secolul al XIV-lea au fost invariabil identificați ca popoare tribale, fără nici o stare proprie. Astfel, în funcție de locul unde au trăit - nord sau sud, în câmpii sau în munți, și la care civilizație au subscris - avem în turcă arnăuți, în greacă arbanites sau albanoi, în albaneză arber, arben, arberesh sau epirotas.

## Steme istorice

Stema Principatul Albaniei (1914-1925)
Stema Republicii Albaneze (1925-28)
Stema Regatului Albaniei (1928–1939)
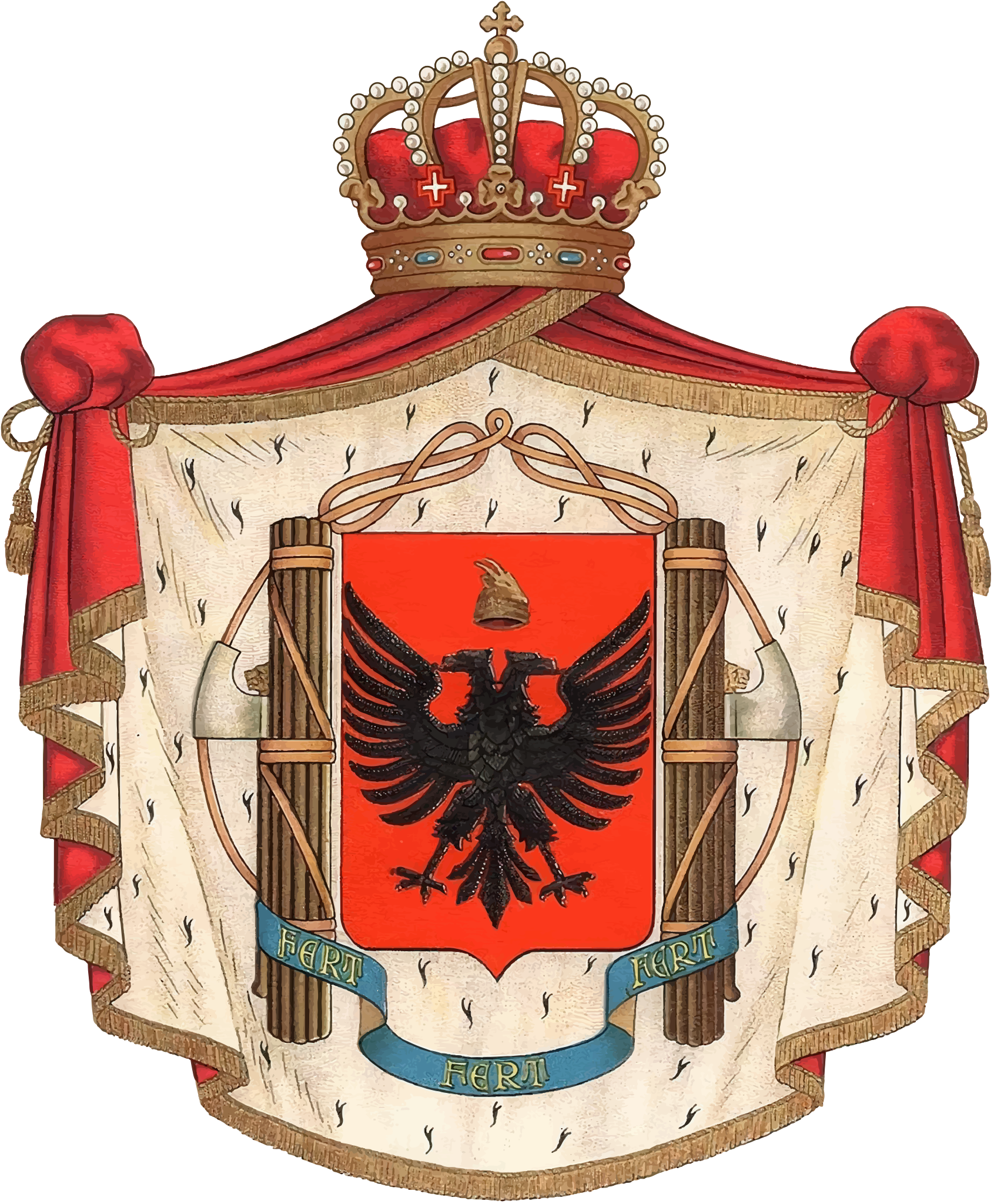
Stema Regatului Albaniei (1939–1943)
Emblema Republicii Populare Socialiste Albania (1946–1991)
Stema Albaniei (1992-1998)
Stema Albaniei (1998–prezent)

## Legături externe
- en Emblema națională a Albaniei în National Country Symbols Of All Countries Arhivat în 29 iunie 2007, la Wayback Machine.